# Susi Pudjiastuti

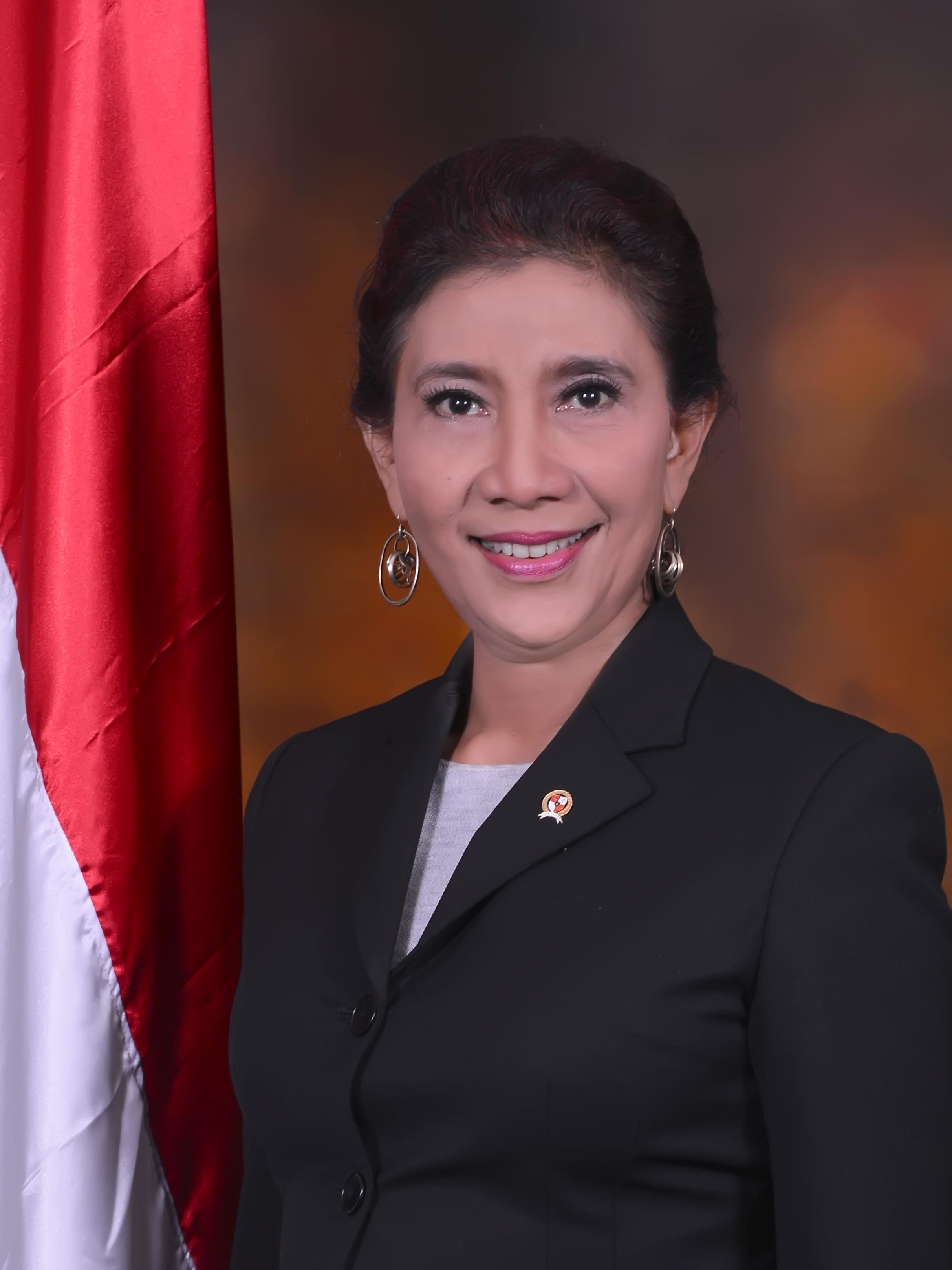
Susi Pudjiastuti, Oktober 2014

Susi Pudjiastuti (geboren 15. Januar 1965 in Pangandaran) ist eine indonesische Unternehmerin und war von 2014 bis 2019 Fischereiministerin.   

## Leben
Susi Pudjiastuti stammt aus einer Unternehmerfamilie. Ihre Schulausbildung beendete sie ohne Abschluss. Sie war mit einem Schweizer verheiratet, mit dem sie zwei Kinder hatte und ab 1983 einen Fischhandel aufbaute. Nach der Scheidung heiratete sie den deutschen Ingenieur und Piloten Christian von Strombeck, mit dem sie ein Kind hat.

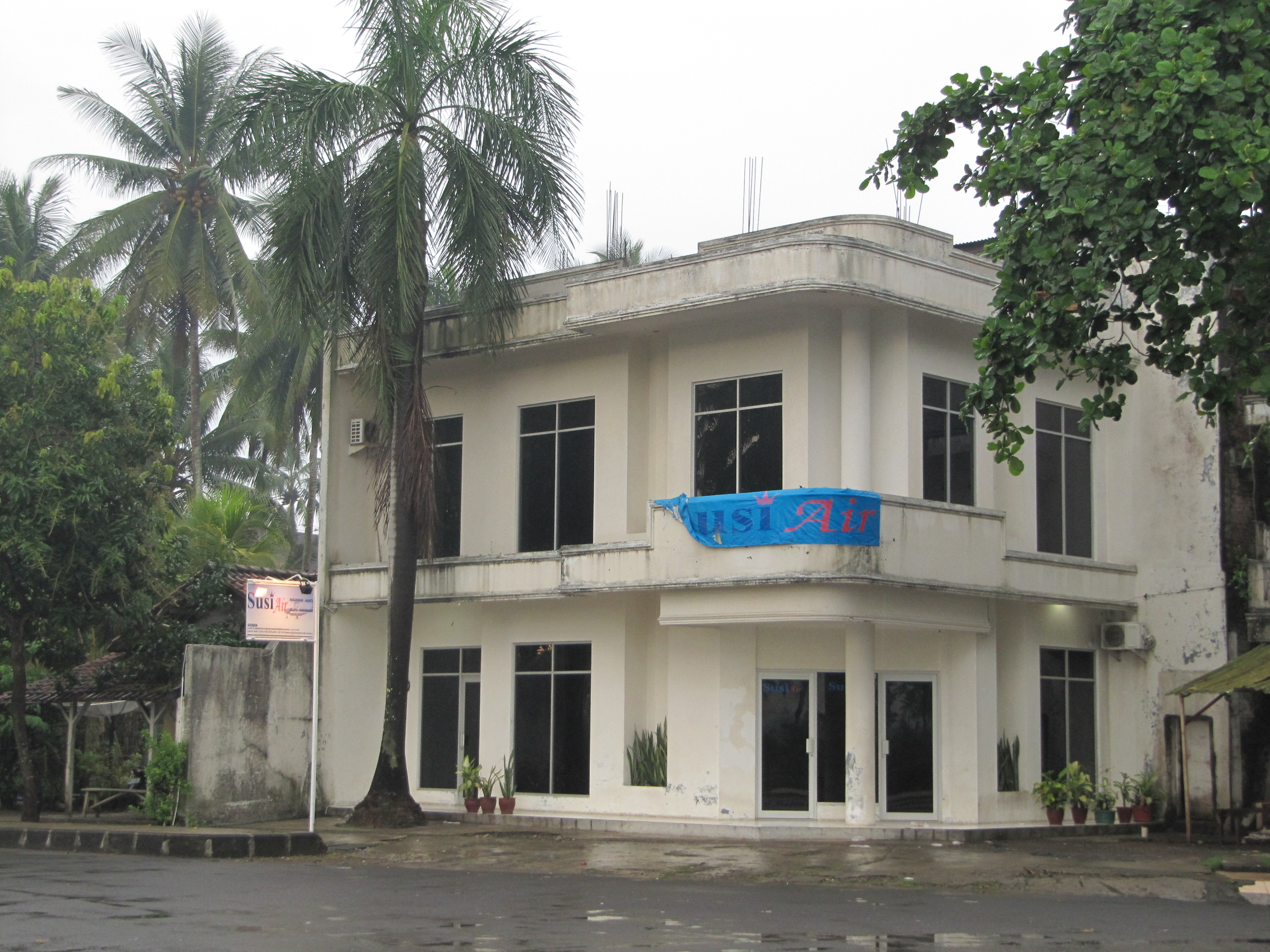
Susi Air in Pangandaran

Pudjiastuti gründete 1996 die PT ASI Pudjiastuti Marine Product, Fischfabrik und Handel mit Seefrüchten, und gründete 2004 die Fluggesellschaft Susi Air (PT ASI Pujiastuti Aviation) für den schnellen Transport und Export ihrer frischen Fischwaren. Die seinerzeit zwei Maschinen der Fluggesellschaft wurden sogleich bei dem Erdbeben im Indischen Ozean 2004 eingesetzt.    
Im November 2014 wurde sie vom neugewählten indonesischen Präsidenten Joko Widodo als Fischereiministerin in sein Kabinett geholt. Pudjiastuti setzte bereits 2014 öffentlichkeitswirksame Akzente, indem sie ausländische Fischereiboote, die in indonesischen Gewässern fischten, aufbringen und mit Dynamit sprengen ließ.